# Morembert
Morembert ist eine französische Gemeinde mit 29 Einwohnern (Stand: 1. Januar 2022) im Département Aube in der Region Grand Est; sie gehört zum Arrondissement Troyes und zum Kanton Arcis-sur-Aube. 

## Geografie
Morembert liegt etwa 27 Kilometer nordnordöstlich von Troyes an der Aube, die die Gemeinde im Süden begrenzt. Umgeben wird Morembert von den Nachbargemeinden Ramerupt im Norden und Nordwesten, Dommartin-le-Coq im Osten sowie Nogent-sur-Aube im Süden und Westen.

## Bevölkerungsentwicklung
| Jahr                       | 1962 | 1968 | 1975 | 1982 | 1990 | 1999 | 2006 | 2011 | 2018 |
| Einwohner                  | 50   | 24   | 24   | 31   | 28   | 37   | 46   | 44   | 30   |
| Quellen: Cassini und INSEE |      |      |      |      |      |      |      |      |      |

## Sehenswürdigkeiten
- Kirche Saint-Jean-Baptiste aus dem 16. Jahrhundert

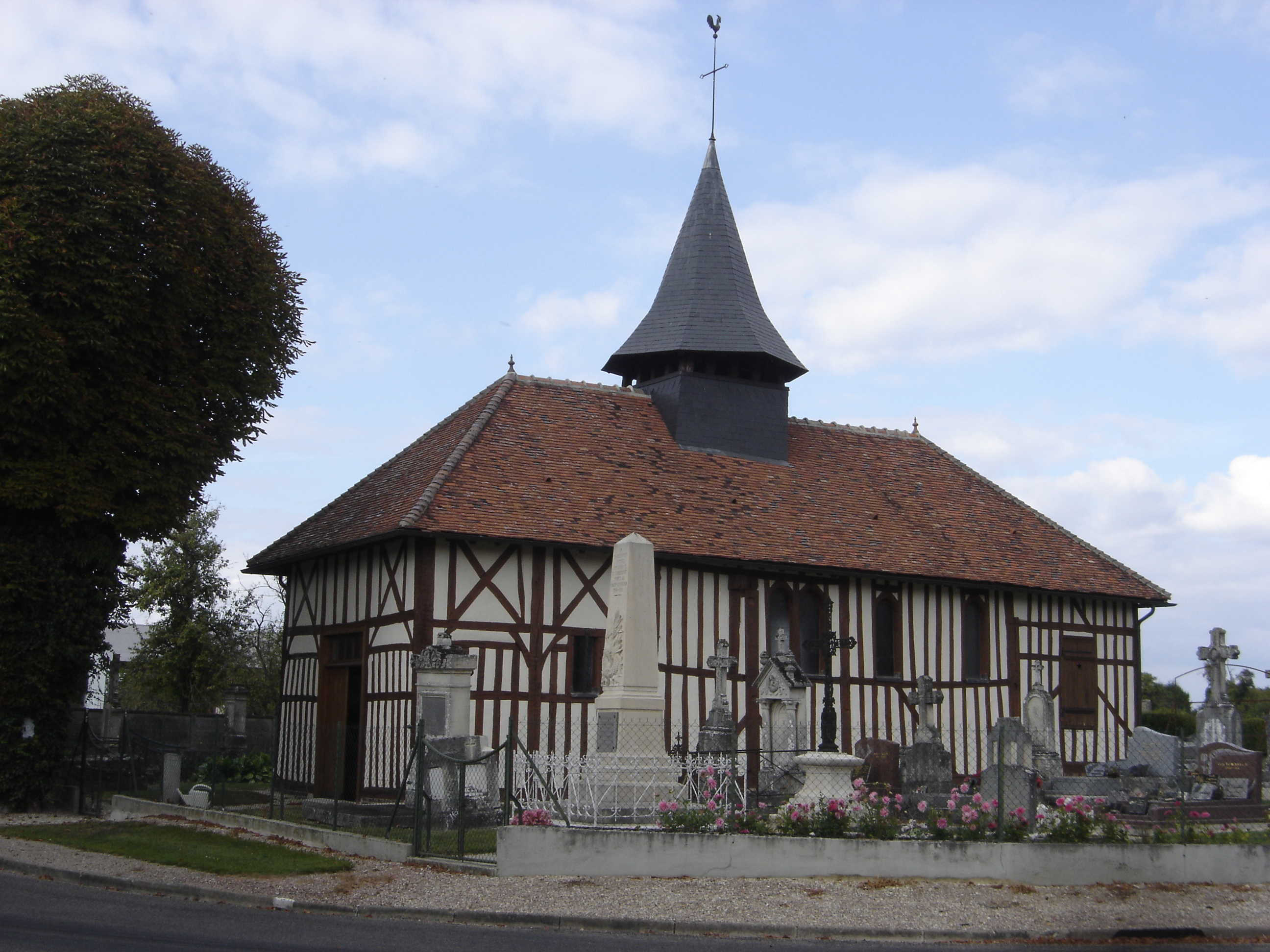
Kirche Saint-Jean-Baptiste